# Ctenosciara parvus
Ctenosciara parvus är en tvåvingeart som först beskrevs av Werner Mohrig 1999.  Ctenosciara parvus ingår i släktet Ctenosciara och familjen sorgmyggor. Inga underarter finns listade i Catalogue of Life.